# 非洲驻美国外交团
非洲駐美國外交團（英語：African Diplomatic Corps）是53位非洲國家駐美國大使所成立的外交代表機構。 其成立的主要目的是遊說美國政治人物協助非洲，並促進美國外交官、教師和媒體了解非洲時事。 非洲駐美國外交團在美國首都華盛頓哥倫比亞特區創立“非洲週”。該團現任領導人是剛果共和國駐美國大使謝爾蓋·蒙布利，為接替2015年7月22日過世的吉布地大使羅布爾·奧爾海耶。 